# Зеленоградськ
Зеленоградськ (рос. Зеленоградск, нім. Cranz, пол. Krańc, лит. Krantas) — місто Зеленоградського району, Калінінградської області Росії. Входить до складу Зеленоградського міського поселення.
Населення — 14 308 осіб (2015 рік).